# Eugênia Picco
Eugênia Picco (Milão, 8 de novembro de 1867 – Parma, 7 de setembro de 1921) foi uma católica romana italiana que professou ser religiosa das filhas do Sagrado Coração de Jesus e Maria. Assumiu o novo nome de "Ana Eugênia" ao fazer sua profissão solene e ocupou várias posições de liderança até sua morte. Era conhecida por seu intenso compromisso com a situação dos pobres e por sua forte devoção à Eucaristia.
Foi beatificada em 7 de outubro de 2001.

## Biografia
Maria Angela Picco nasceu em um distrito milanês em 8 de novembro de 1867, filha de Giuseppe Picco (um famoso violinista cego das turnês) e Adelaide del Corno (que pouco se importava com o marido e era uma cristã decaída). Seus pais moravam de um lugar para outro, o que significava que Picco passava a maior parte de sua infância com os avós ao ver seus pais em breves instantes. Em um estágio, sua mãe voltou para casa sozinha, então Picco foi levada para morar com ela e começou a viver em um ambiente desamparado e corrupto. Sua mãe voltou com um novo parceiro chamado Basilio Recalcati, com quem teve três filhos. Vivia com a crença de que seu pai havia morrido, apesar do fato de estar sob circunstâncias suspeitas enquanto ele e a esposa estavam nos Estados Unidos.
De seu tempo com a mãe, relembrou os tempos difíceis: "Perigos e ocasiões em casa e fora". Para escapar de sua casa, passou seu tempo livre na Igreja de Santo Ambrósio, dedicando seu tempo a Deus. Certa noite, em maio de 1886, sentiu-se chamada a tornar-se santa e desejou a vida religiosa como seu verdadeiro chamado. Foi aos 20 anos de idade em 1887 que se sentiu chamada à vida religiosa. Fugiu de casa em 31 de agosto de 1887 e planejou ingressar em uma congregação religiosa. Picco confidenciou seu desejo de se tornar religiosa para as Irmãs Ursulinas de Milão como religiosa e uma das Ursulinas, por sua vez, a comunicou a Agostino Chieppi. Juntou-se à ordem em Milão que Chieppi fundou depois que fugiu de casa e foi imediatamente aceita. Iniciou o noviciado em Parma em 26 de agosto de 1888 e fez sua primeira profissão em 10 de junho de 1891 nas mãos de Chieppi. Sua profissão solene foi feita em 1 de junho de 1894.
Picco serviu como amante arquivista e novata na congregação e ascendeu ao cargo de Superior Geral em junho de 1911. Manteve a posição até sua morte. Em sua vida adulta, sofreu uma doença óssea degenerativa que levou à amputação da perna direita em 1919. Ofereceu seus sofrimentos a Deus pelo bem de Seu nome.
Picco morreu em 1921 devido à tuberculose.

## Beatificação
O processo de beatificação começou em Parma, em setembro de 1945, em um processo informativo encarregado de compilar documentação e testemunhar testemunhos que pudessem atestar a potencial santificação da Picco. Os teólogos aprovaram seus escritos como estando de acordo com o magistério da fé em 6 de junho de 1963, durante a sede vacante papal, o que permitiria que a causa prosseguisse para o estágio seguinte. O processo foi ratificado em Roma em 14 de março de 1986 e permitiu que a postulação submetesse a Positio à Congregação para as Causas dos Santos em 1987 para posterior avaliação.
Em 18 de fevereiro de 1989, foi proclamada Venerável depois que o Papa João Paulo II reconheceu que Picco havia vivido uma vida modelo de virtude heroica – virtudes cardeais e teológicas.
O processo para investigar um milagre atribuído a ela ocorreu na República Democrática do Congo, em Uvira. Envolveu a cura, em 25 de agosto de 1992, de Camillo Talubingi Kingombe. A investigação foi ratificada em 11 de outubro de 1996 e todos os documentos médicos foram enviados à CCS posteriormente. O conselho médico de Roma concedeu parecer favorável à cura em 3 de dezembro de 1998, enquanto os teólogos consultores também a aprovaram em 23 de março de 1999. O CCS seguiu o exemplo em 1 de dezembro de 1999 e permitiu que João Paulo II emitisse sua aprovação no dia 20 de dezembro seguinte.
Picco foi beatificada em 7 de outubro de 2001.